# Оккынъёган
Оккынъёган — река в России, протекает по Нижневартовскому району Ханты-Мансийского АО. Устье реки находится в 227 км от устья реки Кулынигол по правому берегу. Длина реки составляет 101 км, площадь водосборного бассейна — 1380 км².
Высота устья — 105 м над уровнем моря.

## Притоки
(км от устья)
- 10 км: река Котыгъёган (пр.)
- Боркаваренигол (лв.)
- 40 км: река Велинкоригол (лв.)
- 58 км: река Мах-Катынъёган (пр.)
- 74 км: река Пантымигол (лв.)
- 82 км: река Куеригол (лв.)

## Данные водного реестра
По данным государственного водного реестра России относится к Верхнеобскому бассейновому округу, водохозяйственный участок реки — Вах, речной подбассейн реки — бассейн притоков (Верхней) Оби от Васюгана до Ваха. Речной бассейн реки — (Верхняя) Обь до впадения Иртыша.